# Blod i mobilen
Blod i mobilen er en dokumentarfilm fra 2010 instrueret af Frank Piasecki Poulsen efter manuskript af Jens Arentzen.

## Handling
Det afrikanske kontinent er kendt for sin rigdom på mineraler. I Congo findes bl.a. et mineral, som bruges i produktionen af vores mobiltelefoner. Landet plages af en borgerkrig, som allerede har kostet 4 millioner liv. Med livet som indsats drager instruktøren og aktivisten Frank Poulsen til Congo for at finde sandheden om vores mobiltelefoner. Han får adgang til en mine i det nordøstlige Congo, hvor børn arbejder i dagevis under jorden i smalle gange. Minen styres på skift af konkurrerende militser. Filmen er en rejse ind i skyggesiden af vores forburgersamfund og stiller en række spørgsmål: hvor langt rækker ansvar? Føler mobilselskaberne ansvar? Gør vi som forbrugere? Og helt konkret: kan forholdene i minen ændres?